# St. Agatha (Glimbach)

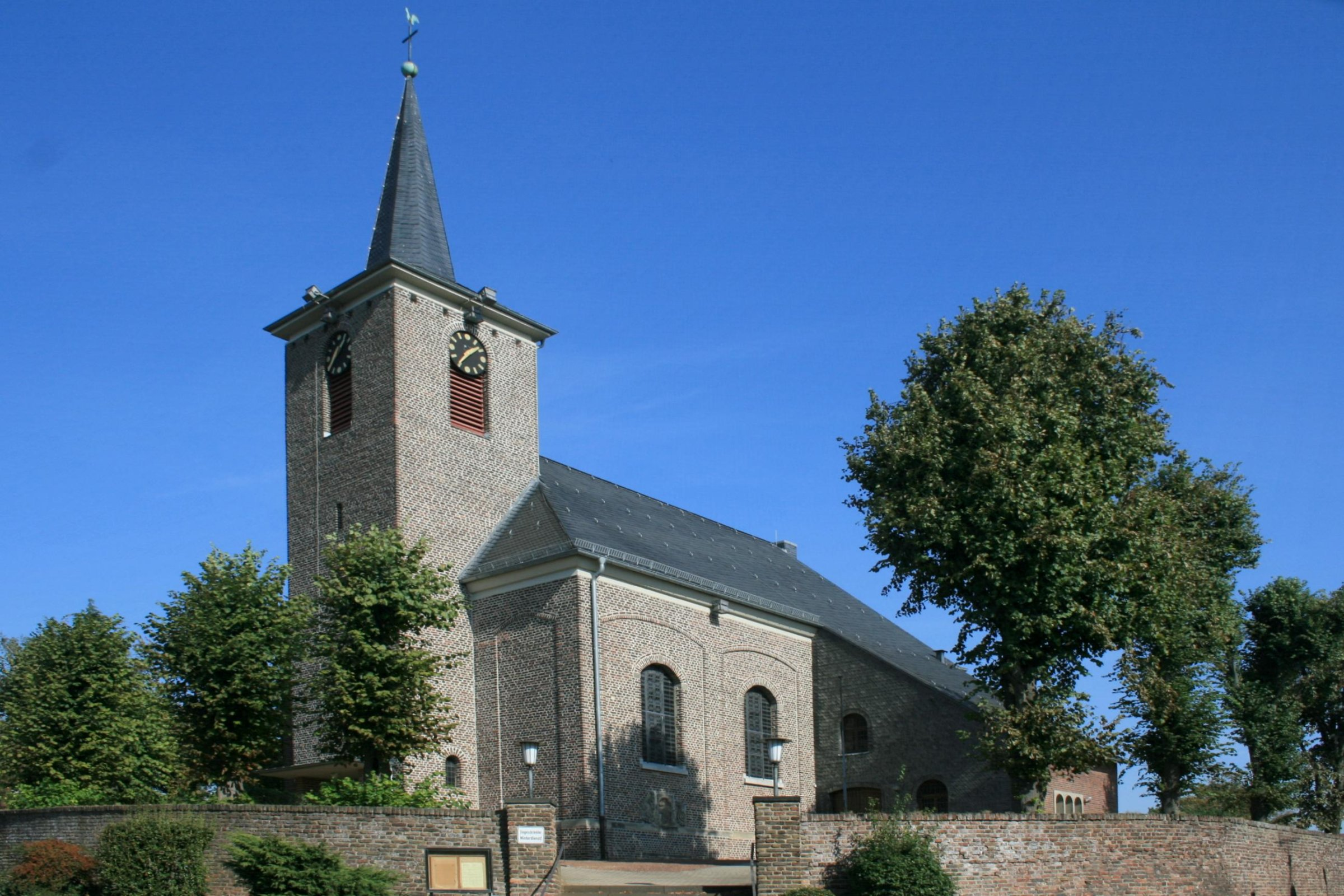
St. Agatha in Glimbach

St. Agatha ist eine römisch-katholische Pfarrkirche in Glimbach, einem Stadtteil der Stadt Linnich im Kreis Düren in Nordrhein-Westfalen.

## Geschichte
Die Glimbacher Kirche wurde um das Jahr 1770 als barocke Saalkirche mit dreiseitig geschlossenem Chor errichtet. Es hat aber schon vorher eine Kirche in Glimbach gegeben. Die ältesten Teile des Glockenturms mit einem romanischen Portal sind davon noch erhalten. Im Zweiten Weltkrieg wurde das Gotteshaus sehr stark beschädigt. Die komplette Ausstattung ging dabei verloren. 1953 bis 1954 ist die Kirche unter der Leitung des Dürener Architekten Jakob Hanrath wiederaufgebaut worden.

## Ausstattung
In der Kirche befindet sich eine schlichte, moderne Ausstattung. Die Fenster stammen aus dem Jahr 1954 und wurden von Maria Katzgrau entworfen.
Die Orgel stammt aus den Kunstwerkstätten für Orgelbau von Karl Kamp, Aachen, und hat die folgende Disposition:
| Manual C–c4  |    |
| Gedackt      | 8′ |
| Principal    | 4′ |
| Gedacktflöte | 4′ |
| Oktave       | 2′ |

| Pedal C–f1 |     |
| Untersatz  | 16′ |

- Koppeln: Subkoppel, Superkoppel, Pedalkoppel, Pedaloktavkoppel.

## Pfarrer
Folgende Priester wirkten bislang als Pfarrer an St. Agatha:
- 1911–1934: August Martini
- 1934–1951: Ferdinand Heckmanns
- 1951–1960: Heinrich Müllers
- 1960–1976: Robert Niechoj
- 1976–1982: P. Heinrich Reuter MSC
- 1983–2006: Winfried Wackerzapp
- Seit 2006: Heinz Philippen